# Gabriel Reyes i Muntada
Gabriel Reyes i Muntada   (Olot, 28 d'octubre de 1976) és un expilot de trial català, guanyador de dos campionats europeus: el Campionat d'Europa el 1996 i el Campionat d'Europa indoor el 1997, tots dos amb Montesa. El 1993 havia estat Campió d'Espanya de trial Júnior amb l'equip KM2, i el 1994 ho fou en categoria Sènior B. Reyes començà a competir de ben jove en l'esport del trialsín, aconseguint el tercer lloc final al mundial en categoria Benjamin el 1988.
A data de 2011 competia en ral·lis automobilístics i curses d'autocross, a banda de seguir participant en trials emblemàtics, com ara els Tres Dies de Santigosa o els Sis Dies d'Escòcia, llavors pilotant la Sherco.

## Palmarès internacional en trial
| Any          | Motocicleta    | C. del Món outdoor | C. del Món indoor | Altres                    |
| ------------ | -------------- | ------------------ | ----------------- | ------------------------- |
| 1993         | Gas Gas        |                    | -                 | Campió d'Espanya Júnior   |
| 1994         | Montesa        | 20è                | -                 | Campió d'Espanya Sènior B |
| 1995         | Montesa        | 16è                | -                 |                           |
| 1996         | Montesa        | 16è                | -                 | Campió d'Europa           |
| 1997         | Montesa        | 14è                | 9è                | Campió d'Europa indoor    |
| 1998         | Scorpa/Montesa | 23è                | -                 |                           |
| Total títols | Total títols   | 0                  | 0                 | 4                         |

1. ↑   Al total de títols s'hi compten tots els campionats internacionals i estatals guanyats